# Metachrostis pyrosticta
Metachrostis pyrosticta is een vlinder uit de familie van de spinneruilen (Erebidae). De wetenschappelijke naam van deze soort werd voor het eerst voorgesteld als Eublemma pyrosticta door Joseph de Joannis in een publicatie uit 1910.
De soort komt voor op de Comoren, Madagaskar en Réunion.